# Медовичка білочерева
Медови́чка білочерева (Myzomela boiei) — вид горобцеподібних птахів родини медолюбових (Meliphagidae). Ендемік Індонезії. 

## Підвиди
Виділяють два підвиди:
- M. b. boiei (Müller, S, 1843) — острови Банда;
- M. b. annabellae Sclater, PL, 1883 — острови Бабар[en] і Танімбар.

## Поширення і екологія
Білочереві медовички мешкають у вологих рівнинних і гірських тропічних лісах та в мангрових лісах.